# Torcuato Di Tella

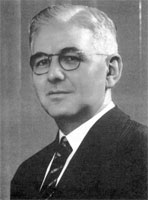
Torcuato Di Tella

Torcuato Di Tella Barone di Sessano (Capracotta, 1892 – Buenos Aires, 1948) è stato un imprenditore, antifascista e filantropo italiano naturalizzato argentino.

## Biografia
Torquato Di Tella nacque a Capracotta nella primavera del 1892. 
Successivamente Torquato emigrò in Argentina (ove fu registrato come "Torcuato") all'età di 13 anni e si stabilì a Buenos Aires. Nel 1911, il massiccio sciopero dei fornai spinse Di Tella a fabbricare una macchina impastatrice, che fu acquistata da numerose panaderías della città, in previsione di futuri scioperi e per risparmiare forza lavoro.
Il successo lo indusse a dar vita alla Sección industrial Amasadoras Mecánicas ("Associazione industriale impastatori meccanici") o, più semplicemente, SIAM.
Di Tella si arruolò nell'esercito italiano durante la prima guerra mondiale come ufficiale del genio; rientrato in Argentina alla fine delle ostilità, si iscrisse all'Università di Buenos Aires e, nel 1921, si laureò in Ciencias Exactas, Físicas y Naturales che, all'epoca, comprendeva il corso d'ingegneria.
Realizzatore della più venduta impastatrice di pane e pasta del paese degli anni ‘20, Di Tella strinse amicizia con Enrique Mosconi, direttore della neo-costituita Azienda di Stato per il petrolio (YPF), che lo favorì in un contratto per l'estrazione del petrolio e la distribuzione e la vendita di carburante, rendendo la SIAM leader della produzione di carburante in Argentina.
Nel 1930, un colpo di stato militare comportò la rescissione del contratto; Di Tella, tuttavia, convertì la sua nuova azienda, impiantata a Buenos Aires nel sobborgo meridionale di Avellaneda, nella fabbricazione di macchinari industriali ed elettrodomestici (in particolare frigoriferi), diventando il datore di lavoro di 10.000 operai e il più grande produttore di elettrodomestici dell'America Latina .
Torcuato Di Tella sposò un'amica italo-argentina, Maria Robiola, ed ebbe due figli: Torcuato e Guido. È stato politicamente attivo come antifascista, aiutando economicamente le vittime del fascismo in Italia, sostenendo i partiti di opposizione in esilio, e rappresentando la componente antifascista argentina in numerose conferenze. In Sudamerica il movimento antifascista di Torcuato Di Tella, Sigfrido Ciccotti e dei fratelli Mario, Tito e Curio Chiaraviglio (nipoti dell'ex Presidente del Consiglio Giovanni Giolitti) espresse posizioni in linea con la Mazzini Society nordamericana, favorevole alla costituzione di un Comitato Nazionale italiano e di una legione di volontari italiani contro il nazi-fascismo, in analogia con la gollista France libre.
Di Tella ha insegnato Economia e commercio dal 1944 e, pur non rivestendo mai cariche pubbliche, ha elaborato numerose proposte sulla sicurezza del lavoro e di riforma della legislazione del lavoro. È scomparso nel 1948, all'età di 56 anni e, per suo espresso desiderio, i due figli (entrambi ingegneri) hanno preso il controllo della SIAM, rinominandola Siam Di Tella.
La società ha continuato a crescere, anche se in modo irregolare e, negli anni ‘60, acquisì notorietà, sia per la produzione di automobili (28.000 vetture fabbricate tra il 1962 e il 1966) che per quella di frigoriferi (500.000 unità prodotte).
Nel 1958 la famiglia ha costituito in suo onore l’Instituto Torcuato Di Tella, una fondazione educativa e filantropica per la promozione degli artisti locali; negli anni ‘60 l'istituto è diventato il principale mecenate argentino dell'arte d'avanguardia.
Nel 1981, essendo mutata la politica governativa in direzione del libero mercato, l'azienda scivolò verso la bancarotta per la concorrenza delle aziende straniere e le disastrose vicissitudini dell'economia argentina; i suoi ultimi resti furono liquidati nel 1994 .
Nel 1991, i figli Torcuato e Guido Di Tella hanno fondato l’Università Torcuato Di Tella; nello stesso anno Guido è diventato Ministro degli Esteri argentino, rimanendo in carica sino al 1999. Torcuato Di Tella (figlio) è stato altresì Ministro dei Beni culturali (2003-2004) e, dal settembre del 2010, è ambasciatore argentino in Italia.